# Persone di cognome Miller
| Questa pagina contiene informazioni ricavate automaticamente dalle voci biografiche con l'ausilio del template Bio e di un bot. L'aggiornamento è periodico e automatico e ricostruisce completamente la pagina. Se manca una persona in questa lista, sei pregato di non aggiungerla, ma accertati piuttosto che la sua voce biografica contenga il template Bio e che i dati anagrafici siano correttamente compilati. Se il template Bio manca, inseriscilo tu stesso o, in alternativa, metti l'avviso {{tmp\|Bio}} che ne segnala la mancanza. Se i dati riportati sono sbagliati, correggi direttamente la voce biografica; le modifiche saranno visibili in questa lista entro pochi giorni. Per chiarimenti vedi il progetto antroponimi. La lista contiene solo le 344 persone che sono citate nell'enciclopedia e per le quali è stato implementato correttamente il template Bio. Pagina aggiornata al 7 ago 2025. |

Questa è una lista di persone presenti nell'enciclopedia che hanno il cognome Miller, suddivise per attività principale.

## Allenatori di calcio(7)
- Al Miller, allenatore di calcio statunitense (Lebanon, n. 1936)
- Alex Miller, allenatore di calcio e ex calciatore scozzese (Glasgow, n. 1949)
- Colin Miller, allenatore di calcio e ex calciatore canadese (Hamilton, n. 1964)
- Ian Miller, allenatore di calcio e ex calciatore scozzese (Perth, n. 1955)
- Kenny Miller, allenatore di calcio e ex calciatore scozzese (Edimburgo, n. 1979)
- Markus Miller, allenatore di calcio e ex calciatore tedesco (Lindenberg im Allgäu, n. 1982)
- Miroslav Miller, allenatore di calcio e ex calciatore ceco (Beroun, n. 1980)

## Allenatori di pallacanestro(4)
- Archie Miller, allenatore di pallacanestro e ex cestista statunitense (Beaver Falls, n. 1978)
- Mike Miller, allenatore di pallacanestro statunitense (Monmouth, n. 1964)
- Curt Miller, allenatore di pallacanestro e dirigente sportivo statunitense (Girard, n. 1968)
- Ralph Miller, allenatore di pallacanestro statunitense (Chanute, n. 1919 - Bend, † 2001)

## Aracnologi(1)
- Jeremy Miller, aracnologo statunitense (Washington, n. 1973)

## Architetti(1)
- William Henry Miller, architetto statunitense (Trenton, n. 1848 - † 1922)

## Arcivescovi cattolici(1)
- John Michael Miller, arcivescovo cattolico canadese (Ottawa, n. 1946)

## Artisti(1)
- Stanley Mouse, artista statunitense (n. 1940)

## Artisti marziali misti(2)
- Jim Miller, artista marziale misto statunitense (Sparta, n. 1983)
- Jason Miller, artista marziale misto statunitense (Fayetteville, n. 1980)

## Astisti(1)
- Bill Miller, astista statunitense (Dodge City, n. 1912 - Paradise Valley, † 2008)

## Attiviste(1)
- Mae Louise Miller, attivista statunitense (Gillsburg, n. 1943 - † 2014)

## Attori(24)
- David Meunier, attore statunitense (Woodburn, n. 1973)
- Ernest Miller, attore e ex wrestler statunitense (Atlanta, n. 1964)
- Jeremy Miller, attore statunitense (West Covina, n. 1976)
- Allan Miller, attore statunitense (n. 1929)
- Andrew Miller, attore, scrittore e regista canadese (Toronto, n. 1969)
- Barry Miller, attore statunitense (Los Angeles, n. 1958)
- Carl Miller, attore statunitense (Wichita Falls, n. 1893 - Honolulu, † 1979)
- Danny Miller, attore britannico (Stockport, n. 1991)
- Dennis Miller, attore, conduttore televisivo e conduttore radiofonico statunitense (Pittsburgh, n. 1953)
- Ezra Miller, attore statunitense (Wyckoff, n. 1992)
- Harold Miller, attore statunitense (Redondo Beach, n. 1884 - Los Angeles, † 1972)
- Jason Miller, attore, drammaturgo e sceneggiatore statunitense (New York, n. 1939 - Scranton, † 2001)
- Jonny Lee Miller, attore britannico (Kingston upon Thames, n. 1972)
- Larry Miller, attore, doppiatore e comico statunitense (Valley Stream, n. 1953)
- Levi Miller, attore e modello australiano (Brisbane, n. 2002)
- Logan Miller, attore, cantante e chitarrista statunitense (Englewood, n. 1992)
- Marvin Miller, attore statunitense (Saint Louis, n. 1913 - Los Angeles, † 1985)
- Matthew Floyd Miller, attore statunitense
- Reid Miller, attore statunitense (Tennessee)
- Dick Miller, attore statunitense (New York, n. 1928 - Los Angeles, † 2019)
- T. J. Miller, attore statunitense (Denver, n. 1981)
- Walter Miller, attore statunitense (Dayton, n. 1892 - Hollywood, † 1940)
- W. Chrystie Miller, attore statunitense (Dayton, n. 1843 - Staten Island, † 1922)
- William Miller, attore britannico (Hackney, n. 1996)

## Attori pornografici(1)
- Buck Angel, attore pornografico statunitense (Los Angeles, n. 1962)

## Attrici(23)
- Laura Leighton, attrice statunitense (Iowa City, n. 1968)
- Allison Miller, attrice statunitense (Roma, n. 1985)
- Amiah Miller, attrice statunitense (n. 2004)
- Ann Miller, attrice, ballerina e cantante statunitense (Chireno, n. 1923 - Los Angeles, † 2004)
- Betty Miller, attrice statunitense (Boston, n. 1925 - New York, † 2004)
- Christa Miller, attrice statunitense (New York, n. 1964)
- Colleen Miller, attrice statunitense (Yakima, n. 1932)
- Gabrielle Miller, attrice canadese (Vancouver, n. 1973)
- Jennifer Miller, attrice canadese (Toronto, n. 1985)
- Kate Miller, attrice statunitense (Cincinnati, n. 1969)
- Laura Miller, attrice e cantante argentina (Buenos Aires, n. 1974)
- Marci Miller, attrice statunitense (North Liberty, n. 1988)
- Marilyn Miller, attrice, ballerina e cantante statunitense (Evansville, n. 1898 - New York, † 1936)
- Mirta Miller, attrice argentina (Buenos Aires, n. 1948)
- Patina Miller, attrice e cantante statunitense (Pageland, n. 1984)
- Patsy Ruth Miller, attrice statunitense (Saint Louis, n. 1904 - Palm Desert, † 1995)
- Penelope Ann Miller, attrice statunitense (Los Angeles, n. 1964)
- Poppy Miller, attrice britannica (Norwich, n. 1969)
- Sherry Miller, attrice canadese (n. 1955)
- Sienna Miller, attrice, modella e stilista statunitense (New York, n. 1981)
- T'Nia Miller, attrice britannica (Londra, n. 1985)
- Tangi Miller, attrice, modella e ballerina statunitense (Miami, n. 1970)
- Valarie Rae Miller, attrice statunitense (Fort Worth, n. 1974)

## Autori di giochi(1)
- Marc Miller, autore di giochi statunitense (n. 1947)

## Baritoni(1)
- Robert Merrill, baritono statunitense (New York, n. 1917 - New Rochelle, † 2004)

## Bassisti(1)
- Thomas Miller, bassista statunitense (n. 1966)

## Batteristi(1)
- Rat Scabies, batterista britannico (Kingston upon Thames, n. 1955)

## Biblisti(1)
- Patrick D. Miller, biblista statunitense (Atlanta, n. 1935 - Black Mountain, † 2020)

## Biochimici(1)
- Stanley Miller, biochimico statunitense (Oakland, n. 1930 - National City, † 2007)

## Bobbisti(1)
- Hubert Miller, bobbista e militare statunitense (Saranac Lake, n. 1918 - † 2000)

## Botanici(3)
- Anthony Miller, botanico britannico (n. 1951)
- John Sebastian Miller, botanico e illustratore tedesco (Norimberga, n. 1715)
- Philip Miller, botanico inglese (Londra, n. 1691 - Londra, † 1771)

## Calciatori(27)
- A. Miller, calciatore britannico
- Brian Miller, calciatore e allenatore di calcio inglese (Hapton, n. 1937 - Burnley, † 2007)
- Bruce Miller, ex calciatore canadese (Vancouver, n. 1957)
- Calvin Miller, calciatore scozzese (Glasgow, n. 1998)
- Charles William Miller, calciatore, dirigente sportivo e arbitro di calcio brasiliano (San Paolo, n. 1874 - San Paolo, † 1953)
- Charlie Miller, ex calciatore scozzese (Glasgow, n. 1976)
- Eric Miller, calciatore statunitense (Jacksonville, n. 1993)
- Gary Miller, calciatore scozzese (Glasgow, n. 1987)
- George Miller, ex calciatore liberiano (Tripoli, n. 1980)
- Harold Miller, calciatore inglese (Watford, n. 1902 - † 1988)
- Hubert Miller, ex calciatore polacco (Stettino, n. 1938)
- Ishmael Miller, ex calciatore inglese (Manchester, n. 1987)
- Juliusz Miller, calciatore polacco (n. 1895 - † 1980)
- Kamal Miller, calciatore canadese (Etobicoke, n. 1997)
- Karl Miller, calciatore tedesco (Amburgo, n. 1913 - † 1967)
- Lee Miller, ex calciatore scozzese (Lanark, n. 1983)
- Lennon Miller, calciatore scozzese (Wishaw, n. 2006)
- Lewis Miller, calciatore australiano (Sydney, n. 2000)
- Martin Miller, calciatore estone (Tartu, n. 1997)
- Mickel Miller, calciatore inglese (Croydon, n. 1995)
- Paul Miller, ex calciatore inglese (Stepney, n. 1959)
- Paul Miller, ex calciatore inglese (Woking, n. 1968)
- Peyton Miller, calciatore statunitense (Farmington, n. 2007)
- Tom Miller, calciatore britannico (Motherwell, n. 1890 - † 1958)
- Tyler Miller, calciatore statunitense (Woodbury, n. 1993)
- Liam Miller, calciatore irlandese (Cork, n. 1981 - Cork, † 2018)
- Willie Miller, ex calciatore, allenatore di calcio e dirigente sportivo britannico (Glasgow, n. 1955)

## Canottieri(2)
- Erik Miller, canottiere statunitense (n. 1974)
- William Miller, canottiere statunitense (Filadelfia, n. 1905 - Carlisle, † 1985)

## Cantanti(10)
- Chimphonique Miller, cantante e attrice statunitense (n. 1996)
- Deron Miller, cantante e chitarrista statunitense (Chester, n. 1976)
- Frankie Miller, cantante e compositore scozzese (Glasgow, n. 1949)
- Hollyn, cantante e cantautrice statunitense (Waverly, n. 1997)
- Jacob Miller, cantante giamaicano (Mandeville, n. 1952 - Kingston, † 1980)
- Jamie Miller, cantante e compositore britannico (Cardiff, n. 1997)
- Jody Miller, cantante statunitense (Phoenix, n. 1941 - Blanchard, † 2022)
- Matisyahu, cantante, rapper e attore statunitense (West Chester, n. 1979)
- Rozalla, cantante zambiana (Ndola, n. 1964)
- Sonny Boy Williamson II, cantante e compositore statunitense (Glendora, n. 1908 - Helena, † 1965)

## Cantautori(4)
- Ewan MacColl, cantautore, attivista e drammaturgo britannico (Salford, n. 1915 - Kensington e Chelsea, † 1989)
- Buddy Miller, cantautore, chitarrista e produttore discografico statunitense (Fairborn, n. 1952)
- Joji, cantautore, produttore discografico e youtuber giapponese (Osaka, n. 1992)
- Steve Miller, cantautore e chitarrista statunitense (Milwaukee, n. 1943)

## Cantautrici(1)
- Bea Miller, cantautrice e attrice statunitense (Brooklyn, n. 1999)

## Cestiste(7)
- Coco Miller, ex cestista statunitense (Rochester, n. 1978)
- Britany Miller, cestista statunitense (Tallapoosa, n. 1987)
- Carolyn Miller, cestista e allenatrice di pallacanestro statunitense (Tucker, n. 1938 - Tomball, † 2008)
- Cheryl Miller, ex cestista e allenatrice di pallacanestro statunitense (Riverside, n. 1964)
- Diamond Miller, cestista statunitense (Montclair, n. 2001)
- Kelly Miller, ex cestista statunitense (Rochester, n. 1978)
- Eugenia Rycraw, ex cestista statunitense (New Brunswick, n. 1968)

## Cestisti(34)
- Bill Miller, cestista e allenatore di pallacanestro statunitense (Berea, n. 1924 - † 1991)
- Bob Miller, ex cestista statunitense (Louisville, n. 1956)
- Brad Miller, ex cestista statunitense (Kendallville, n. 1976)
- Danny Miller, ex cestista statunitense (Mount Holly, n. 1980)
- Dick Miller, cestista statunitense (Milwaukee, n. 1958 - Romulus, † 2014)
- Eddie Miller, cestista statunitense (New Rochelle, n. 1931 - Boca Raton, † 2014)
- Harry Miller, cestista statunitense (Brooklyn, n. 1923 - Latrobe, † 2007)
- Kenny Miller, ex cestista statunitense (Evergreen Park, n. 1967)
- Mike Miller, ex cestista e allenatore di pallacanestro statunitense (Mitchell, n. 1980)
- Walt Miller, cestista e allenatore di pallacanestro statunitense (Homestead, n. 1915 - Pittsburgh, † 2001)
- Andre Miller, ex cestista e allenatore di pallacanestro statunitense (Los Angeles, n. 1976)
- Anthony Miller, ex cestista statunitense (Benton Harbor, n. 1971)
- Brandon Miller, cestista statunitense (Nashville, n. 2002)
- Cedric Miller, ex cestista bahamense (Nassau, n. 1964)
- Daniel Miller, cestista statunitense (Loganville, n. 1991)
- Darius Miller, ex cestista statunitense (Maysville, n. 1990)
- Emanuel Miller, cestista canadese (Scarborough, n. 2000)
- Ian Miller, cestista statunitense (Charlotte, n. 1991)
- Jay Miller, cestista statunitense (St. Louis, n. 1943 - Tempe, † 2001)
- John Miller, ex cestista statunitense (Cleveland)
- Jordan Miller, cestista statunitense (Anaheim, n. 2000)
- Keith Miller, cestista e allenatore di pallacanestro australiano (Semaphore, n. 1919 - Victor Harbor, † 2015)
- Larry Miller, cestista statunitense (Allentown, n. 1946 - Bethlehem, † 2025)
- Leonard Miller, cestista canadese (Toronto, n. 2003)
- Malcolm Miller, cestista statunitense (Laytonsville, n. 1993)
- Mark Miller, ex cestista e allenatore di pallacanestro statunitense (Chicago, n. 1975)
- Oliver Miller, cestista statunitense (Fort Worth, n. 1970 - † 2025)
- Patrick Miller, cestista statunitense (Chicago, n. 1992)
- Paul Miller, ex cestista statunitense (Jefferson City, n. 1982)
- Reggie Miller, ex cestista statunitense (Riverside, n. 1965)
- Pete Miller, ex cestista e allenatore di pallacanestro statunitense (n. 1952)
- Sean Miller, ex cestista e allenatore di pallacanestro statunitense (Ellwood City, n. 1968)
- Shonn Miller, cestista statunitense (Euclid, n. 1993)
- Tavario Miller, cestista bahamense (Freeport, n. 1994)

## Chitarristi(1)
- Phil Miller, chitarrista, compositore e produttore discografico inglese (Barnet, n. 1949 - † 2017)

## Circensi(1)
- Jennifer Miller, circense e scrittrice statunitense (n. 1961)

## Comici(2)
- Ben Miller, comico, attore e sceneggiatore britannico (Londra, n. 1966)
- Flournoy Miller, comico, attore e commediografo statunitense (Columbia, n. 1885 - Hollywood, † 1971)

## Compositori(3)
- Mitch Miller, compositore, cantante e direttore d'orchestra statunitense (Rochester, n. 1911 - New York, † 2010)
- Randy Miller, compositore, arrangiatore e direttore d'orchestra statunitense (Ellenville)
- Roger Miller, compositore, cantautore e attore statunitense (Fort Worth, n. 1936 - Los Angeles, † 1992)

## Direttori d'orchestra(1)
- David Alan Miller, direttore d'orchestra statunitense (Los Angeles, n. 1961)

## Direttori della fotografia(3)
- Arthur C. Miller, direttore della fotografia statunitense (Roslyn, n. 1895 - Los Angeles, † 1970)
- Ernest Miller, direttore della fotografia statunitense (Pasadena, n. 1885 - Los Angeles, † 1957)
- Virgil Miller, direttore della fotografia e effettista statunitense (Coffeen, n. 1887 - Hollywood, † 1974)

## Doppiatori(2)
- Chris Miller, doppiatore, animatore e regista statunitense (Washington, n. 1968)
- Matthew Mercer, doppiatore e personaggio televisivo statunitense (Palm Beach Gardens, n. 1982)

## Drammaturghi(1)
- Arthur Miller, drammaturgo, scrittore e giornalista statunitense (New York, n. 1915 - Roxbury, † 2005)

## Economisti(1)
- Merton Miller, economista statunitense (Boston, n. 1923 - Chicago, † 2000)

## Filosofi(1)
- David Miller, filosofo britannico (Watford, n. 1942 - Watford, † 2024)

## Fisici(1)
- Dayton Miller, fisico statunitense (Strongsville, n. 1866 - Cleveland, † 1941)

## Fotografe(1)
- Lee Miller Penrose, fotografa, fotoreporter e modella statunitense (Poughkeepsie, n. 1907 - Chiddingly, † 1977)

## Fumettisti(2)
- Frank Miller, fumettista e sceneggiatore statunitense (Olney, n. 1957)
- John Jackson Miller, fumettista statunitense (n. 1968)

## Funzionari(1)
- Stephen Miller, funzionario statunitense (Santa Monica, n. 1985)

## Generali(1)
- Evgenij Karlovič Miller, generale russo (Daugavpils, n. 1867 - Mosca, † 1939)

## Giavellottisti(1)
- Bill Miller, giavellottista statunitense (Lawnside, n. 1930 - Apache Junction, † 2016)

## Ginnaste(2)
- Larrissa Miller, ginnasta australiana (Moranbah, n. 1992)
- Shannon Miller, ex ginnasta statunitense (Rolla, n. 1977)

## Giocatori di baseball(1)
- Andrew Miller, giocatore di baseball statunitense (Gainesville, n. 1985)

## Giocatori di football americano(27)
- Al Miller, ex giocatore di football americano e allenatore di football americano statunitense (El Dorado, n. 1947)
- Anthony Miller, giocatore di football americano statunitense (Memphis, n. 1994)
- Braxton Miller, giocatore di football americano statunitense (Springfield, n. 1992)
- Cam Miller, giocatore di football americano statunitense (Solon, n. 2001)
- Christian Miller, giocatore di football americano statunitense (Columbia, n. 1996)
- Chris Miller, giocatore di football americano statunitense (Pomona, n. 1965)
- Colin Miller, giocatore di football americano statunitense (n. 1987)
- Conor Miller, giocatore di football americano statunitense (Fort Lauderdale, n. 1995)
- Fred Miller, giocatore di football americano statunitense (Homer, n. 1940 - Timonium, † 2023)
- Gabe Miller, giocatore di football americano statunitense (Colorado, n. 1987)
- Jim Miller, ex giocatore di football americano statunitense (Grosse Pointe, n. 1971)
- Jamir Miller, ex giocatore di football americano statunitense (Filadelfia, n. 1973)
- John Miller, giocatore di football americano statunitense (Miami, n. 1993)
- Jordan Miller, giocatore di football americano statunitense (Oceanside, n. 1997)
- Justin Miller, ex giocatore di football americano statunitense (Owensboro, n. 1984)
- Kendre Miller, giocatore di football americano statunitense (Mount Enterprise, n. 2002)
- Kolton Miller, giocatore di football americano statunitense (Redwood City, n. 1995)
- Lamar Miller, giocatore di football americano statunitense (Miami, n. 1991)
- Anthony Miller, ex giocatore di football americano statunitense (Los Angeles, n. 1965)
- Lonyae Miller, giocatore di football americano statunitense (Fontana, n. 1988)
- Nick Miller, giocatore di football americano statunitense (Mesa, n. 1987)
- Ron Miller, giocatore di football americano statunitense (Lyons, n. 1939 - † 2012)
- Ryan Miller, giocatore di football americano statunitense (Littleton, n. 1989)
- Scott Miller, giocatore di football americano statunitense (n. 1997)
- Shareef Miller, giocatore di football americano statunitense (Filadelfia, n. 1997)
- Terry Miller, ex giocatore di football americano statunitense (Columbus, n. 1956)
- Zach Miller, giocatore di football americano statunitense (Tempe, n. 1985)

## Giornaliste(1)
- Judith Miller, giornalista statunitense (New York, n. 1948)

## Giornalisti(1)
- James Irving Miller, giornalista statunitense (Greencastle, n. 1885 - Parigi, † 1963)

## Golfisti(1)
- Johnny Miller, golfista statunitense (San Francisco, n. 1947)

## Hockeisti su ghiaccio(3)
- David Miller, hockeista su ghiaccio canadese (Wilkie, n. 1925 - Victoria, † 1996)
- Gene Miller, ex hockeista su ghiaccio canadese (Elmira, n. 1931)
- Ryan Miller, hockeista su ghiaccio statunitense (East Lansing, n. 1980)

## Immunologi(1)
- Jacques Miller, immunologo australiano (Nizza, n. 1931)

## Imprenditori(5)
- Aleksej Borisovič Miller, imprenditore e politico russo (Leningrado, n. 1962)
- Franz Miller, imprenditore italiano (Messina, n. 1877 - † 1956)
- Frederick Miller, imprenditore tedesco (Riedlingen, n. 1824 - Milwaukee, † 1888)
- Robert Warren Miller, imprenditore e velista statunitense (Quincy, n. 1933)
- Scott Miller, imprenditore statunitense (Florida, n. 1961)

## Imprenditrici(1)
- Gina Miller, imprenditrice britannica (Guyana, n. 1965)

## Impresari teatrali(1)
- Gilbert Miller, impresario teatrale statunitense (New York, n. 1884 - New York, † 1969)

## Linguisti(1)
- Herman Miller, linguista e glottoteta britannico

## Lottatori(1)
- Max Miller, lottatore statunitense

## Medici(1)
- Willoughby Dayton Miller, medico, microbiologo e odontoiatra statunitense (Alexandria, n. 1853 - Newark, † 1907)

## Militari(3)
- Robert Miller, militare statunitense (Harrisburg, n. 1983 - Bari Kowt, † 2008)
- Doris Miller, militare statunitense (Waco, n. 1919 - Oceano Pacifico, † 1943)
- James Miller, militare statunitense (n. 1776 - † 1851)

## Mineralogisti(1)
- William Hallowes Miller, mineralogista, cristallografo e fisico britannico (Velindre, n. 1801 - Cambridge, † 1880)

## Modelle(5)
- Alyssa Miller, supermodella statunitense (Los Angeles, n. 1989)
- Deanna Miller, supermodella statunitense (Bessemer, n. 1984)
- Jourdan Miller, modella statunitense (Bend, n. 1993)
- Marisa Miller, supermodella statunitense (Santa Cruz, n. 1978)
- Suzy Hunt, ex modella britannica (n. 1949)

## Musicisti(2)
- DJ Spooky, musicista e disc jockey statunitense (Washington, n. 1970)
- Dominic Miller, musicista e chitarrista argentino (Buenos Aires, n. 1960)

## Naturalisti(1)
- John Frederick Miller, naturalista e illustratore inglese (n. 1759 - † 1796)

## Nuotatori(3)
- Cody Miller, nuotatore statunitense (Billings, n. 1992)
- Kyle Miller, ex nuotatore statunitense
- Scott Miller, ex nuotatore australiano (Sydney, n. 1975)

## Orologiai(1)
- Christoph Miller, orologiaio tedesco

## Pallanuotiste(1)
- Gail Miller, pallanuotista australiana (Canberra, n. 1976)

## Pallanuotisti(1)
- Terry Miller, pallanuotista britannico (Londra, n. 1932 - † 2014)

## Pianiste(1)
- Mina Miller, pianista e scrittrice statunitense (New York, n. 1949)

## Pianisti(2)
- Mulgrew Miller, pianista e compositore statunitense (Greenwood, n. 1955 - Allentown, † 2013)
- Bill Miller, pianista statunitense (New York, n. 1915 - Montréal, † 2006)

## Piloti automobilistici(2)
- Chet Miller, pilota automobilistico statunitense (Detroit, n. 1902 - Speedway, † 1953)
- Mark Miller, pilota automobilistico e pilota di rally statunitense (Phoenix, n. 1966)

## Piloti motociclistici(2)
- Jack Miller, pilota motociclistico australiano (Townsville, n. 1995)
- Sammy Miller, pilota motociclistico britannico (Belfast, n. 1933)

## Pittori(2)
- Karol Miller, pittore polacco (Częstochowa, n. 1835 - Varsavia, † 1920)
- Kenneth Hayes Miller, pittore statunitense (Oneida, n. 1876 - New York, † 1952)

## Poetesse(1)
- May Miller, poetessa, drammaturga e docente statunitense (Washington, n. 1899 - Washington, † 1995)

## Poeti(1)
- Joaquin Miller, poeta, drammaturgo e giurista statunitense (Liberty, n. 1837 - Oakland, † 1913)

## Politiche(2)
- Carol Miller, politica statunitense (Columbus, n. 1950)
- Mary Miller, politica statunitense (Oak Park, n. 1959)

## Politici(12)
- Charles R. Miller, politico statunitense (West Chester, n. 1857 - Berlin, † 1927)
- Christopher C. Miller, politico statunitense (Platteville, n. 1965)
- Dan Miller, politico statunitense (Highland Park, n. 1942)
- Gary Miller, politico statunitense (Huntsville, n. 1948)
- Jeff Miller, politico statunitense (St. Petersburg, n. 1959)
- Keith Harvey Miller, politico statunitense (Seattle, n. 1925 - Anchorage, † 2019)
- Leszek Miller, politico polacco (Żyrardów, n. 1946)
- Max Miller, politico statunitense (Shaker Heights, n. 1988)
- Stephen Miller, politico statunitense (Carroll Township, n. 1816 - Worthington, † 1881)
- William Henry Harrison Miller, politico e avvocato statunitense (Augusta, n. 1840 - Indianapolis, † 1917)
- William Henry Miller, politico inglese (n. 1789 - Craigentinny House, † 1848)
- Zell Miller, politico e scrittore statunitense (Young Harris, n. 1932 - Young Harris, † 2018)

## Produttori discografici(2)
- Daniel Miller, produttore discografico britannico (Londra, n. 1951)
- Jimmy Miller, produttore discografico e tastierista statunitense (Brooklyn, n. 1942 - Denver, † 1994)

## Psichiatri(1)
- Neal Elgar Miller, psichiatra statunitense (Milwaukee, n. 1909 - Hamden, † 2002)

## Psicoanalisti(1)
- Jacques-Alain Miller, psicoanalista francese (Châteauroux, n. 1944)

## Psicologhe(1)
- Alice Miller, psicologa, psicoanalista e saggista svizzera (Piotrków Trybunalski, n. 1923 - Saint-Rémy-de-Provence, † 2010)

## Psicologi(1)
- George Armitage Miller, psicologo statunitense (Charleston, n. 1920 - Plainsboro, † 2012)

## Pugili(2)
- Freddie Miller, pugile statunitense (Cincinnati, n. 1911 - † 1962)
- Jarrell Miller, pugile statunitense (Brooklyn, n. 1988)

## Rapper(5)
- C-Murder, rapper e attore statunitense (New Orleans, n. 1971)
- Ez Mil, rapper e produttore discografico filippino (Olongapo, n. 1998)
- Lil' Romeo, rapper, attore e ex cestista statunitense (New Orleans, n. 1989)
- Master P, rapper, imprenditore e produttore discografico statunitense (New Orleans, n. 1970)
- Silkk the Shocker, rapper e attore statunitense (New Orleans, n. 1975)

## Registe(1)
- Rebecca Miller, regista, attrice e sceneggiatrice statunitense (Roxbury, n. 1962)

## Registi(10)
- Ashley Miller, regista e sceneggiatore statunitense (Cincinnati, n. 1867 - New York, † 1949)
- Bennett Miller, regista e produttore cinematografico statunitense (New York, n. 1966)
- Charles Miller, regista e attore statunitense (Saginaw, n. 1857 - New York, † 1936)
- David Miller, regista statunitense (Paterson, n. 1909 - Los Angeles, † 1992)
- George Miller, regista, sceneggiatore e produttore cinematografico australiano (Brisbane, n. 1945)
- George Trumbull Miller, regista britannico (Edimburgo, n. 1943 - Melbourne, † 2023)
- Randall Miller, regista, attore e sceneggiatore statunitense (Pasadena, n. 1962)
- Robert Ellis Miller, regista e attore teatrale statunitense (New York, n. 1927 - Los Angeles, † 2017)
- Steven C. Miller, regista e sceneggiatore statunitense (Decatur, n. 1981)
- Tim Miller, regista, effettista e sceneggiatore statunitense (Fort Washington, n. 1964)

## Registi teatrali(1)
- Jonathan Miller, regista teatrale, attore e conduttore televisivo britannico (Londra, n. 1934 - Londra, † 2019)

## Rugbisti a 15(3)
- Eric Miller, ex rugbista a 15, allenatore di rugby a 15 e imprenditore irlandese (Dublino, n. 1975)
- Jeff Miller, ex rugbista a 15, dirigente sportivo e allenatore di rugby a 15 australiano (Prescott, n. 1962)
- Rob Miller, rugbista a 15 inglese (Carlisle, n. 1989)

## Sceneggiatori(3)
- Herman Miller, sceneggiatore statunitense (n. 1919 - Los Angeles, † 1999)
- James Miller, sceneggiatore, poeta e librettista inglese (Bridport, n. 1704 - Chelsea, † 1744)
- Seton I. Miller, sceneggiatore e produttore cinematografico statunitense (Chehalis, n. 1902 - Los Angeles, † 1974)

## Sceneggiatrici(2)
- Alice D.G. Miller, sceneggiatrice statunitense (Milwaukee, n. 1894 - Woodland Hills, † 1985)
- Irene Miller, sceneggiatrice e giornalista britannica (n. 1880 - † 1964)

## Schermitrici(1)
- Margo Miller, ex schermitrice statunitense (n. 1949)

## Sciatori alpini(4)
- Bode Miller, ex sciatore alpino statunitense (Easton, n. 1977)
- Jack Miller, ex sciatore alpino statunitense (Boulder, n. 1965)
- Alan Miller, sciatore alpino statunitense (Ogden, n. 1940 - Ogden, † 2021)
- Asa Miller, sciatore alpino filippino (Portland, n. 2000)

## Scrittori(4)
- Andrew Miller, scrittore britannico (Bristol, n. 1960)
- Derek B. Miller, scrittore statunitense (Boston, n. 1970)
- Henry Miller, scrittore, pittore e saggista statunitense (New York, n. 1891 - Los Angeles, † 1980)
- Johann Martin Miller, scrittore tedesco (Jungingen, n. 1750 - Ulma, † 1814)

## Scrittori di fantascienza(1)
- P. Schuyler Miller, autore di fantascienza statunitense (Troy, n. 1912 - Isola di Blennerhassett, † 1974)

## Scrittrici(6)
- Alice Duer Miller, scrittrice e poetessa statunitense (Staten Island, n. 1874 - Morristown, † 1942)
- Grażyna Miller, scrittrice e poetessa polacca (Jedwabne, n. 1957 - † 2009)
- Karen Miller, scrittrice australiana (Vancouver)
- Madeline Miller, scrittrice statunitense (Boston, n. 1978)
- Pamela Des Barres, scrittrice statunitense (Reseda, n. 1948)
- Sue Miller, scrittrice statunitense (Chicago, n. 1943)

## Scultori(1)
- Ferdinand von Miller, scultore tedesco (Fürstenfeldbruck, n. 1813 - Monaco di Baviera, † 1887)

## Snowboarder(1)
- Toby Miller, snowboarder statunitense (Lake Arrowhead, n. 2000)

## Stiliste(1)
- Nicole Miller, stilista statunitense (Fort Worth, n. 1952)

## Storiche dell'arte(1)
- Mary Ellen Miller, storica dell'arte statunitense (n. 1952)

## Storici(2)
- Perry Miller, storico statunitense (n. 1905 - † 1963)
- William Miller, storico inglese (Wigton, n. 1864 - Durban, † 1945)

## Tennisti(1)
- Craig A. Miller, tennista australiano (Young, n. 1962 - † 2021)

## Tenori(1)
- David Miller, tenore statunitense (San Diego, n. 1973)

## Teologi(1)
- William Miller, teologo e filosofo statunitense (Pittsfield, n. 1782 - Hampton, † 1849)

## Trombonisti(1)
- Glenn Miller, trombonista, direttore d'orchestra e compositore statunitense (Clarinda, n. 1904 - Canale della Manica, † 1944)

## Velociste(1)
- Inger Miller, ex velocista statunitense (Los Angeles, n. 1972)

## Velocisti(2)
- Ramon Miller, velocista bahamense (Nassau, n. 1987)
- Lennox Miller, velocista giamaicano (Kingston, n. 1946 - Pasadena, † 2004)

## Wrestler(4)
- Jack Evans, wrestler statunitense (Fountain Valley, n. 1982)
- Butch Miller, wrestler neozelandese (Auckland, n. 1944 - Los Angeles, † 2023)
- Ashley Miller, wrestler e modella statunitense (Houston, n. 1988)
- Mance Warner, wrestler statunitense (n. 1988)

## Zoologi(2)
- František Miller, zoologo e insegnante cecoslovacco (Kročehlavy, n. 1902 - Brno, † 1983)
- Gerrit Smith Miller, zoologo e botanico statunitense (Peterboro, n. 1869 - Washington, † 1956)

## Senza attività specificata(1)
- Katrina Miller, ex mountain biker australiana (Henderson, n. 1975)